# Maurício Fruet
Maurício Roslindo Fruet (Curitiba, 12 de agosto de 1939 – 30 de agosto de 1998) foi um advogado e político brasileiro filiado ao Movimento Democrático Brasileiro.

## Biografia
De origem italiana, era filho de Constante Eugênio Fruet e Geni Roslindo Fruet. Cursou bacharelado em Ciências Jurídicas e Sociais na Universidade Federal do Paraná, formando-se em 1962.
Iniciou-se na política paranaense como vereador em Curitiba (1968-1970), depois atuando como deputado estadual (1970-1974 e 1974-1978), deputado federal (1978-1982), prefeito de Curitiba (1983-1985) e novamente deputado federal (1986-1990). Recebeu o título de "Parlamentar do Ano" por sua decisiva contribuição em favor dos interesses nacionais. Foi Secretário de Estado de Ciência e Tecnologia, no primeiro governo de Roberto Requião (1991-1994).
Após derrotas em eleições majoritárias de 1988 e 1992 para prefeito de Curitiba, 1990 para senador e 1994 como candidato a vice-governador na chapa de Álvaro Dias, que foi derrotada nas urnas por Jaime Lerner, estava em campanha para voltar à Câmara dos Deputados quando morreu faltando 35 dias para a eleição. A sua candidatura foi substituída pela de seu filho Gustavo Fruet, que era vereador em Curitiba e elegeu-se deputado federal.